# Munich (calzado deportivo)
Munich es una empresa española fabricante de calzado deportivo, con sede social en Capellades, provincia de Barcelona y planta de producción en Vilanova de Espoia, una población de Torre de Claramunt. Munich fabrica anualmente más de 850.000 pares de zapatos, el 46% deportivos y el 54% enfocados a la moda. En los últimos años, la firma ha logrado un lugar de privilegio en el ámbito de la moda, creciendo en el mercado interior e internacional. El símbolo de la X, adorno característico, es lo que ha convertido sus zapatos en inconfundibles. Además de Europa y Asia, principalmente Japón, está presente en más de 300 puntos de venta en toda España y cuenta con establecimientos propios en Barcelona, La Roca del Vallès, Capellades, Valencia, Zaragoza y Madrid.

## Historia

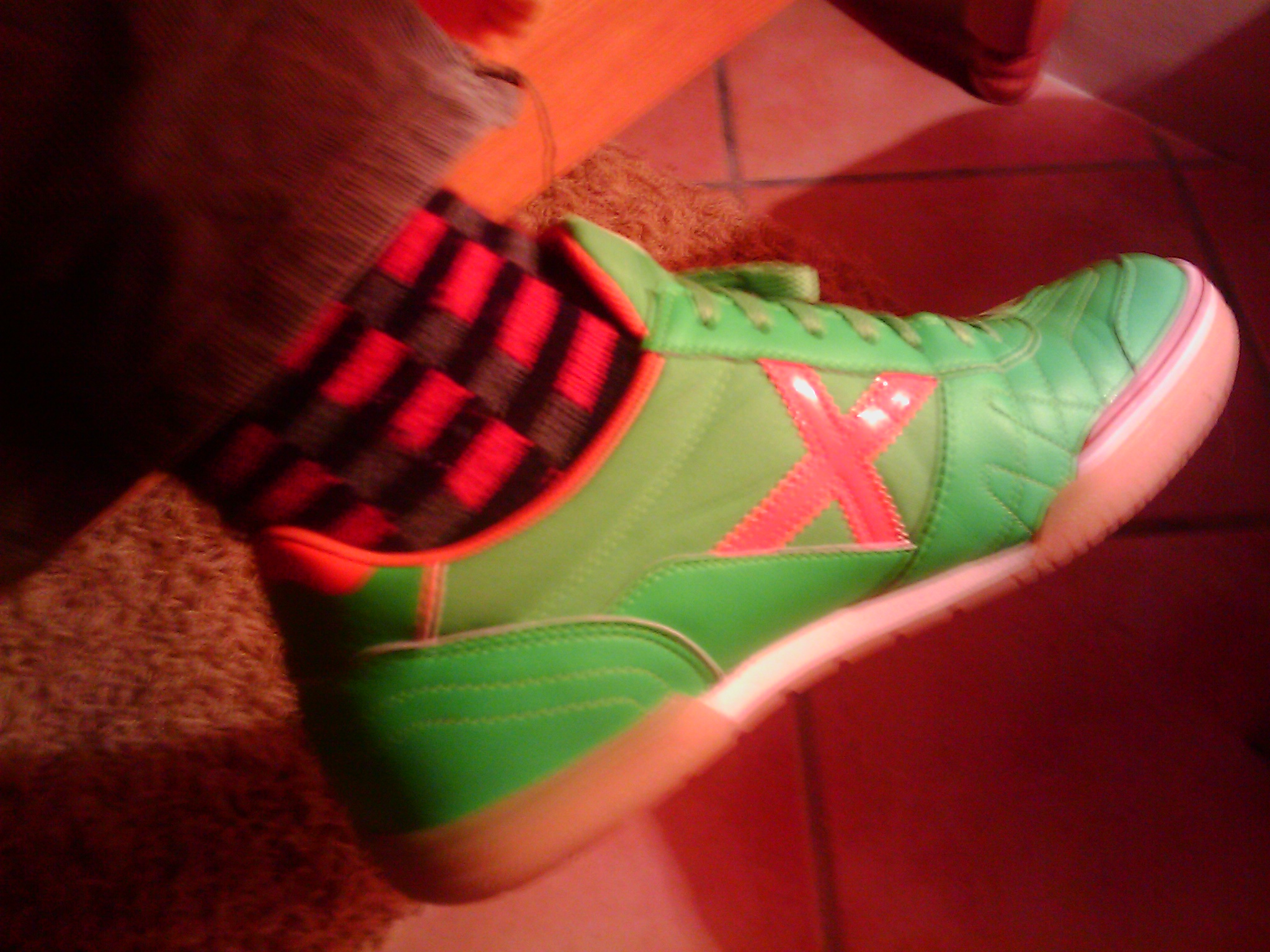
Calzado Munich con la X, su característico símbolo.

La empresa fue fundada por Luis Berneda en 1939 en Sant Boi del Llobregat, con el nombre inicial de Berneda, fabricante de calzado para rugby, fútbol sala, balonmano y boxeo, entre otros deportes. 
En 1953, ya en manos de la segunda generación, los hermanos Luis y Francisco se introdujeron en el mundo del atletismo como pioneros en la producción de zapatillas de deporte en España, y en 1964 refundaron la marca con la inclusión de su símbolo más característico, la X, y el cambio de nombre, Berneda por Munich. De diseño italiano e inspiración en la tecnología alemana, de donde surgió el nombre, la fabricación siguió siendo española. 

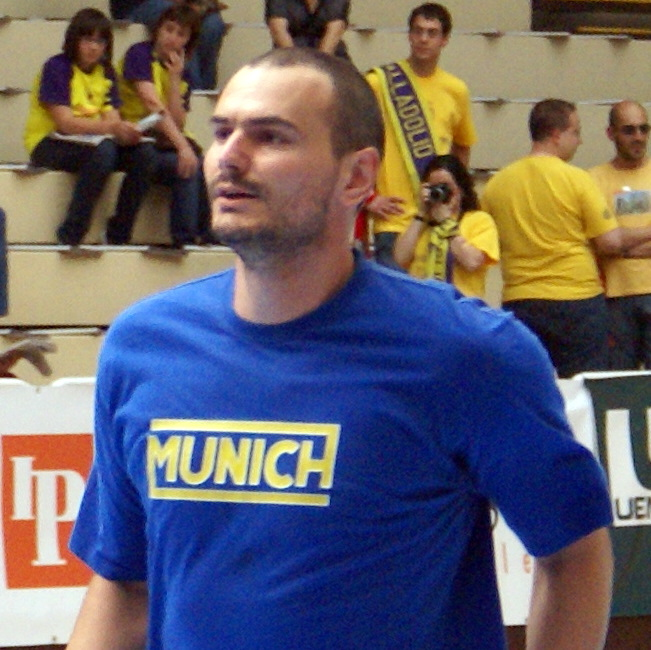
Marko Krivokapic del Club Balonmano Valladolid, patrocinado por Munich

El año 1999 Xavier Berneda, director de marketing de la empresa, nieto del fundador de la empresa, convenció a su padre y a su tío para diversificarse hacia el calzado de calle e informal. Aunque ya fabricaban en China, los asiáticos estaban haciendo daño.
Xavier Berneda, originario de Santa Coloma de Cervelló y establecido en Capellades, ganó el año 2008 el Premio Joven Empresario por su labor en Múnich. Xavier ha revolucionado la empresa apostando por la moda streetwear, manteniendo sus características de diseño y calidad pero reorientando-la al mundo de la moda. El 40% de los pares que producen son para fashion victims dispuestos a gastarse desde 120 hasta 300 euros en unos zapatos deportivos. También son usados por empresarios como el vicepresidente de Fiat, John Elkann Agnelli, y personajes públicos como Àngel Llàcer, Jesús Vázquez, Rafael Amargo, Boris Izaguirre y Manel Fuentes que son incondicionales de la marca.[cita requerida]
Una de las iniciativas innovadoras de la empresa es la web Munich My Way, lanzada el 2009, mediante la cual todos los internautas pueden diseñarse su propio calzado combinando decenas de colores y texturas, que pueden resultar en 333 millones de combinaciones distintas. La web permite seleccionar el color de cada una de las nueve partes del calzado, ya sea la suela, la lengüeta, el talón o los cordones. Cuando Munich recibe el pedido, la fábrica de Vilanova de Espoya confecciona el calzado deseado y se compromete a entregarlo en dos semanas. Munich My Way también ofrece la posibilidad de comprar el pie derecho de un número y el izquierdo de otro, ya que muchos jugadores de fútbol sala necesitan un número superior para el pie con el que chutan habitualmente.

En la actualidad, Munich ha diseñado las primeras zapatillas que los tripulantes de cabina de la compañía aérea española Iberia pueden lucir. Siendo Iberia la primera compañía española que autoriza a llevar a sus empleados zapatillas en lugar de zapatos formales.

## Premios
- MONKEY CUM Award 2010 en la categoría de “Equipamiento deportivo”.[5]